# 15724 Zille
15724 Zille este un asteroid din centura principală de asteroizi.

## Descriere
15724 Zille este un asteroid din centura principală de asteroizi. A fost descoperit pe 12 octombrie 1990 la Tautenburg de Freimut Börngen și Lutz Dieter Schmadel. Asteroidul prezintă o orbită caracterizată de o semiaxă mare de 2,33 ua, o excentricitate de 0,10 și o înclinație de 5,4° în raport cu ecliptica.